# Karabin MAS 49/56
Karabin MAS Modéle 49/56 – 7,5 mm francuski karabin samopowtarzalny.
Jest to udoskonalona wersją karabinu MAS 49, w którym skrócono drewniane łoże oraz wprowadzono hamulec wylotowy (spełniający jednocześnie funkcję nasadki do miotania granatów) i zainstalowano uchwyt bagnetu. Do tylnej części podstawy muszki przymocowano celownik do miotania granatów. 